# Margareta Lööf Eriksson
Karin Margareta Eriksson, känd som Margareta Lööf Eriksson, ogift Broberg, född 1 juli 1937 i Kungsholms församling i Stockholm, är en svensk tecknare och författare.
Margareta Lööf Eriksson är dotter till försäkringsdomaren Folke Broberg och Gunnel Samzelius samt syster till Krister Broberg.
Margareta Lööf Eriksson är författare av både barnböcker och läromedel. Hon gav ut böckerna När Robert hade barnvakt (1970), Vi bor i samma hus (1973), Lätt som en plätt: kokbok för barn (1974), Manuel Lundström från Sydamerika (1976), Lottas dagbok (1979), Äppeltanten (1980), Bildarbete bland barn: en bok om bildspråkets roll i inlärning och personlighetsutveckling i skola och förskola (1987), Mera bildarbete: om skapandets mångfald, glädje och nytta för skolbarnen i en undersökande pedagogik (1993) och Landskapsresan på Skansen: av barn om Sverige igår (1996). Hon har också översatts till andra språk. Som översättare ligger hon bakom bokserien filosofiska mellanmål av B Labbé, M. Puech och J. Azam med titlarna Rättvisa och orättvisa, Om sant och osant, Livet och döden och Ge sig tid och förlora tid (alla 2003).
Vidare är hon bildpedagog och textilkonstnär som på senare år bland annat ställt ut hos Galleri Tersaeus (2007 och 2010) samt hos Hedengrens Book Store (2009).
Hon var 1964–1973 gift med konstnären och författaren Jan Lööf och 1974–1978 i andra äktenskapet med Rolf Eriksson (född 1937). Hon har en son (född 1974).